# It Ain't Me, Babe
It Ain't Me, Babe foi um jornal publicado em 1970 pela Berkeley Women's Liberation, uma organização feminista. O jornal foi chamado de "o primeiro jornal feminista", embora essa distinção só possa ser precisa dentro da  segunda onda do feminismo nos Estados Unidos. O jornal estreou com uma edição datada de 15 de janeiro de 1970. Publicou pelo menos 15 edições, mas esteve em operação por menos de um ano.
Entre as produtoras do jornal estavam a feminista Laura X e a quadrinista Trina Robbins, que trabalhou em uma edição especial de quadrinhos, também intitulada It Ain't Me, Babe.
O jornal defendia um movimento feminista descentralizado: “Devemos ter em mente que somos um movimento e não uma organização. Nosso movimento pode e será composto por muitas organizações de ação diferenciadas por sua orientação política — em vez de uma única organização que tenta representar a política de todos." Ele pediu solidariedade global entre as mulheres, criticou a cultura dominada pelos homens, se opôs às guerras dos Estados Unidos no sudeste da Ásia, defendeu a autodefesa das mulheres e publicou um relato de estupro em primeira pessoa.